# Lublewo (przystanek kolejowy)
Lublewo – nieczynny przystanek kolejowy w Lublewie Lęborskim na linii kolejowej nr 230 Wejherowo – Garczegorze, w województwie pomorskim.